# Blaževo
Blaževo (izvirno srbsko Блажево) je naselje v Srbiji, ki upravno spada pod Občino Brus; slednja pa je del Rasinskega upravnega okraja.

## Demografija
V naselju živi 145 polnoletnih prebivalcev, pri čemer je njihova povprečna starost 41,7 let (39,2 pri moških in 44,5 pri ženskah). Naselje ima 61 gospodinjstev, pri čemer je povprečno število članov na gospodinjstvo 3,00.
To naselje je, glede na rezultate popisa iz leta 2002, večinoma srbsko.
|  |

| Demografija | Demografija     | Demografija     |
| Leto        | Št. prebivalcev | Št. prebivalcev |
| ----------- | --------------- | --------------- |
|             |                 |                 |
|             |                 |                 |
|             |                 |                 |
|             |                 |                 |
| 1948        | 198             |                 |
| 1953        | 199             |                 |
| 1961        | 226             |                 |
| 1971        | 241             |                 |
| 1981        | 196             |                 |
| 1991        | 210             | 210             |
| 2002        | 183             | 183             |
|             |                 |                 |

| Etnična sestava po popisu iz leta 2002 | Etnična sestava po popisu iz leta 2002 | Etnična sestava po popisu iz leta 2002 | Etnična sestava po popisu iz leta 2002 | Etnična sestava po popisu iz leta 2002 |
| -------------------------------------- | -------------------------------------- | -------------------------------------- | -------------------------------------- | -------------------------------------- |
| Srbi                                   | Srbi                                   |                                        | 182                                    | 99,45%                                 |
| Črnogorci                              | Črnogorci                              |                                        | 1                                      | 0,54%                                  |
| Neznano                                | Neznano                                |                                        | 0                                      | 0,0%                                   |